# Centre de mathématiques Laurent-Schwartz
Le Centre de mathématiques Laurent-Schwartz (CMLS) est une unité mixte de recherche (UMR 7640) du Centre national de la recherche scientifique (CNRS) et de l'École polytechnique. Il est implanté sur le site de l'École polytechnique à Palaiseau.
Selon un rapport AERES de décembre 2013, « le CMLS est un excellent laboratoire de mathématiques fondamentales dont la production scientifique est abondante et au meilleur niveau international. Malgré sa petite taille, le CMLS est un laboratoire prestigieux en mathématiques, de par sa tradition d'excellence en recherche fondamentale, les personnalités qui s'y succèdent, son rayonnement international, les séminaires qu'il co-anime et son activité éditoriale ».

## Histoire du Centre
Le premier laboratoire de l’École polytechnique est créé par Louis Leprince-Ringuet en 1936. Plus tard, en 1958, Louis Michel fonde le Centre de physique théorique et invite Laurent Schwartz à initier un projet similaire pour les mathématiques. En 1965, le général Ernest Mahieux, commandant de l'école, lui « donna son accord à la fois pour le budget et pour les locaux ».
Le Centre de mathématiques est officiellement créé le 1er mai 1965, avec un Conseil scientifique composé de Laurent Schwartz, Pierre Samuel, François Bruhat et Jean-Pierre Kahane, et commence réellement son activité en 1966. Le Centre de mathématiques est toujours resté très proche du Centre de physique théorique, partageant avec lui secrétariat, bibliothèque et matériels.

## Organisation et vie de l'unité
L'unité est composée de trois équipes de recherche : algèbre et arithmétique, analyse et équations aux dérivées partielles, et géométrie et dynamique. Le CMLS participe également activement à la formation par la recherche : journées mathématiques X-UPS organisées à l'intention des professeurs de classes préparatoires, enseignements de masters, stages d'option des élèves de l'École polytechnique.

## Directeurs du Centre
- De 1965 à 1983 : Laurent Schwartz
- De 1983 à 1990 : Michel Demazure
- De 1990 à 1994 : Jean-Pierre Bourguignon
- De 1994 à 2000 : François Laudenbach
- De 2000 à 2006 : Claude Viterbo
- De 2006 à 2012 : Yves Laszlo
- De 2012 à 2017 : Yvan Martel
- Depuis 2017 : Charles Favre

## Membres et anciens membres
- Liste des membres et anciens membres